# Сантијаго Калатрава
Сантијаго Калатрава (шп. Santiago Calatrava; Валенсија, 28. јул 1951) шпански је архитекта, скулптор и инжењер.

## Биографија
Са осам година је почео похађати Школу лепих уметности (шп. Escuela de Bellas Artes), где је открио таленат за сликарство. Када је имао 13 година породица га је послала у Париз преко програма за размену студената. По повратку у Валенсију, Калатрава је 1969. почео да студира архитектуру на Политехничком факултету у Валенсији (шп. Universidad Politécnica de Valencia) где дипломира 1973. Тежећи ка свестраности, у то доба је почео да се занима за класике. Године 1975. преселио се у Цирих и уписао се у Федерални институт за технологију (шп. Instituto Federal de Tecnología) где је студирао нискоградњу. У то време је упознао и оженио се Робертином Марангони, студенткињом права у Цириху. Титулу доктора наука стекао је 1979, а 1981. је почео је да се бави архитектуром и инжењерством.

## Стил
Калатравин јединствен и креативан стил повезује јасан архитектонско-визуелни стил који хармонично делује са чврстим принципима инжењерства. Представља школу класичних архитеката који брину за уметничко као и техничко обликовање грађевина. Сам Калатрава је рекао како његова инспирација потиче од места градње и истакао је да је веома битно повезати се самим местом и нагласити људски контекст. За Калатравино стварање се каже и да је симболичко, а познат је по способности да у један неживи предмет и објекат унесе осећај покрета надахнутим инжењерством. Инспирацију за свој уметнички израз проналази у људском оку, покрету тела и лету птице.  Његов рад често резултује у формама и структурама које се могу наћи у природи те се могу дефинисати као антропоморфне. Повисио је стандарде многим инжењерима и пројектантима мостова. Приликом реализације својих многобројних пројеката определио се углавном за тзв. „пренапрегнуте конструкције“. Калатравин стил је естетски сведен на минимализам, те комбинује белину бетона и велике стаклене површине.
Према овом уметнику, архитектура може да се интегрише са покретом, резултујући запањујућом представом покрета кроз масу која не мора нужно бити статична. Често поређене са обликом рибље кости, Калатравине конструкције су пројектоване са тврдњом овог архитекте да је градити по хоризонтали, а не у висину далеко теже и изазовније.

### Узори
Калатравини велики узори били су Ле Корбизје, Еро Саринен и Антони Гауди. Ле Корбизјеов пројекат Капела у Нотр Даму је инспирисао многе од Калатравиних дела. Гаудијева Саграда фамилија је оставила велики утисак на Калатраву. Калатрава је такође истакао америчког архитекту Френка Лојда Рајта, рекавши да је његово стваралаштво пуно емоција и да је он допринео разумевању модерне архитектуре.
У погледу скулптуре, Калатрава је инспирисан делима румунског вајара Бранкузија.

## Радови

### 1982—1990.
1982.
- Letten мост на аутопуту, Цирих, Швајцарска
- Фабрика Schwarzhaupt, Диселдорф, Швајцарска
- Muhlenareal, Тун , Швајцарска
- Мост на Рајни, Диеполдсау, Швајцарска

1983.
- Проширења балкона куће Талберг, Цирих, Швајцарска
- Baumwollhofm балкон, Цирих, Швајцарска

1984.
- Де Саде склопиви изложбени павиљон, Цирих, Швајцарска
- Пешачки мост Кабаљерос, Лерида, Шпанија
- Јакем робна кућа, Мунхвилен, Швајцарска

1985. 
- Робна кућа Ернштинг, Кесфелд, Немачка
- Купола ПТТ поштанског центра, Луцерн, Швајцарска
- Надстрешница аутобуске станице Фиден, Санкт Гален, Швајцарска
- 1985. Доби пословна зграда, Сур, Швајцарска
- Аутобуски терминал на Стејшон скверу, Луцерн, Швајцарска

1986.
- Постоље саобраћајних знакова на Авенији дијагонал, Барселона, Шпанија
- Концертна сала музичке школе Санкт Гален, Санкт Гален, Швајцарска
- Надвожњак Рајтенау, Салцбург, Аустрија

1987.
- Black box телевизијски студио, Цирих, Швајцарска
- 1987, Позориште Табуретли, Базел, Швајцарска
- Пешачки мост Тјер, Тјер, Француска
- Понтеведра мост, Понтеведра, Шпанија
- Метро станица Басарате, Билбао, Шпанија
- Banco Exterior, Цирих, Швајцарска
- Пешачки мост Cascine, Фиренца, Италија
- Мост Бах де Рода, Барселона, Шпанија

1988.
- Мост 9. октобар, Валенсија, Шпанија
- Пешачки мост Oudry-Mesly, Кретеј, Француска
- Спортски центар Pre Babel, Женева, Швајцарска
- Пешачки мост и станица Лимбаг, Цирих, Швајцарска
- Телекомуникацијски торањ Колсерола, Барселона, Шпанија
- Мост Wettstein, Базел, Француска
- Мост Gentil, Париз, Француска
- Ресторан Bauschanzli, Цирих, Швајцарска
- 1983-1988, Кров и хол средње школе у Волену, Швајцарска
- 1984-1988, Дом културе Barenmatte, Сур, Швајцарска

1989.
- Хол станице Луцерн, Луцерн, Швајцарска
- Мост Мирафлорес, Кордоба, Шпанија
- Трамвајска станица Bahnhofquai, Цирих, Швајцарска
- Rauss пешачки центар мост, Флуелен, Швајцарска
- Swissbau бетонски павиљон, Базел, Швајцарска
- Muri Monastery Old Age Home, Мури, Швајцарска
- CH-91 Плутајући бетонски певиљон, језеро Луцерн, Швајцарска
- Мост Gran via, Барселона, Шпанија
- 1989. Окретни мост Posrt de la Lune, Бордо, Француска
- * 1983-1989, Хол станице Луцерн, Луцерн, Швајцарска

1990.
- Железничка станица Штаделхофен, Цирих, Швајцарска
- Spitafields галерија, Лондон, Уједињено Краљевство
- Прелаз преко Исоточне лондонске реке, Лондон, Уједињено Краљевство
- Нови мост преко Векија, Корзика, Француска
- Belluard Castle Theather, Фрибург, Швајцарска

### 1991—2000.
1991.
- Фудбалски стадион Калабрија, Ређо Калабрија, Италија

- Валенсија телекомуникацијски торањ, Валенсија, Шпанија
- Салоу фудбалски стадион, Салоу, Шпанија
- Гранд Понт, Лил, Француска
- Катедрала Светог Јована Божанског, Њујорк, Њујорк, САД
- Окретни мост Медок, Бордо, Француска
- Мост Betongforum Standard, Стокхолм, Шведска
- Железничка станица Спандау, Берлин, Немачка
- Железнички вијадукт Klostersstrasse, Берлин, Немачка
- Пешачки мост La Devesa, Рипол, Шпанија
- Мост Лузитанија, Мерида, Шпанија

1992.
- 1987-1992, Пословни центар Брукфилд - Allen Lambert Galleria and Heritage Square, Торонто, Канада
- Мост Алмиљо и Ла Картуха вијадукт, Севиља, Шпанија
- Телекомуникацијски торањ Монжуик, Барселона, Шпанија
- Јахн олимпијски спортки комплекс, Берлин, Немачка
- Пешачки мост Солферино, Париз, Француска
- Модуларна станица, Лондон, Уједињено Краљевство
- Reichstag Conversion, Берлин, Немачка
- Језерски мост, Луцерн, Швајцарска
- Мост Серпсис, Алкој, Шпанија
- Кувајтски певиљон, Севиља, Шпанија

1993.
- Orsund Link, Копенхаген, Данска
- Вијадукт Ile Falcon, Сијер, Швајцарска
- Мост Гранадиља, Тенерифе, Шпанија
- Мост Де ла Раде, Женева, Швајцарска
- Аликанте телекомуникацијски торањ, Аликанте, Шпанија
- Јужни павиљон на Рузвелт острву, Њујорк, Њујорк, САД
- Стадион Hern hil, Лондон, Уједињено Краљевство
- Shadow Machine, Њујорк, Њујорк, САД

1994.
- 1989-1994, Железничка станица, Лион, Француска
- 1994. Железничка станица Лион-Сен Егзипери аеродром, Сатолас, Француска

1995.
- Велодром фудбалски стадион, Марсеј, Француска
- Кров Циришке станице, Цирих, Швајцарска
- КЛ Линеарни град, Куала Лумпур, Малезија
- Мост Poole Harbour, Портсмут, Уједињено Краљевство
- Embankment Renaiisance footbridge, Бедфорд, Уједињено Краљевство
- Sundsvall мост, Сандсвал, Шведска
- Билбао фудбалски стадион, Билбао, Шпанија
- Мост Puerto, Ондароа, Шпанија
- Алмеда мост и метро станица, Валенсија, Шпанија
- 1992-1995. Тенерифе изложбени простор, Санта Крус де Тенерифе, Шпанија

- 1992-1995. Реконстукција Шпанског трга, Алкој, Шпанија

1996.
- Стамбено насеље Бухен, Wurenlingen, Швајцарска
- Аутобуска и трамвајска станица Бол, Сен Гален, Швајцарска
- Мост Kronprinzen, Берлин, Немачка
- Мост Oberbaum, Берлин, Немачка
- Олимпијски стадион, Стокхолм, Шведска
- Црква године 2000, Рим, Италија
- Катедрала сквер, Лос Анђелес, Калифорнија, САД
- Градска тачка, Лондон, Уједињено Краљевство
- Porte de la Suisse Motorway service area, Женева, Швајцарска
- Пешачки мост Mimoco Creek, Торонто, Канада
- Quarto Ponte sul Canal Grande, Венеција, Италија

1997.
- Пешачки Бели мост (Campo Volantin), Билбао, Шпанија
- Port de Barcelona, Барселона, Шпанија
- Аеродром Барахас, Мадрид, Шпанија

1998.
- Железничка станица Пенсилванија, Њујорк, Њујорк, САД
- Мост Toronto Island Airport, Торонто, Канада
- 1998. Bodegas Ysios, Лагуардија, Шпанија
- 1998, Железничка станица „Оријентал“ (Estação do Oriente или Gare do Oriente), Лисабон, Португал

1999.
- Wildbachstrasse, Цирих, Швајцарска
- The Corcoran галерија уместности, Вашингтон ДС, САД
- Nova Ponte Sobre o Rio Cavado, Барселос, Португалија
- Пешачки мост, Пистоја, Италија
- Руенски мост, Руен, Француска
- Крус и Лус, Монтереј, Мексико
- Станица Сарагоса, Сарагоса, Шпанија
- Резиденцијална кућа, Феникс, Аризона, САД
- Станица Leuven, Синт-Никлас, Белгија
- Национални музеј уметности Краљица Софија, Мадрид, Шпанија
- Центар хитне помоћи, Сен Гален, Швајцарска
- Пешачки мост Манрике, Мурсија, Шпанија
- Pfalzkeller галерија, Сен Гален, Швајцарска

2000.
- Сондика аеродром и контролни торањ, Билбао, Шпанија
- Тенерифе аудиторијум, Санта Крус де Тенерифе, Шпанија
- Pont de l'Europe, Orlean, Француска
- Christ the Light Cathedral, Оукланд, Калифорнија, САД
- Паркинг Зграде опере, Цирих, Швајцарска
- Dallas Fost Worth аеродром, Далас, Тексас, САД
- Политехнички универзитет Рајерсон, Торонто, Канада
- Darsena del Puerto, градски центар, Торевјеха, Шпанија
- Корнхаус, Роршах, Швајцарска
- Циришки стадион, Цирих, Швајцарска
- SMU's Meadowa Museum Wave Sculpture, Далас, Тексас, САД
- Ciudad de la Porcelana, Валенсија, Шпанија
- Нови терминал на аеродрому Билбао, Шпанија
- Pont des Guillemins, Лијеж, Белгија

### 2001-
2001.
- Мост Жена, Буенос Ајрес, Аргентина
- Амерички природњачки мутеј, Њујорк, Њујорк, САД
- Queens Landing Pedestrian Access Improvement, Чикаго, Илиној, САД
- Сценска поставка Las Troyanas, Валенсија, Шпанија
- Метро и Железничка станица Neraciotisa, Атина, Грчка
- Приватна резиденција, Катар
- Капсула Њујорк Тајмса, Њујорк, Њујорк, САД
- Променада на језеру, Роршах, Швајцарска
- Quadracci Pavilion у Милвоки музеју уметности, Милвоки, Висконсин, САД

2002.
- Реконструкција Музеја Opera di S. Maura del Fiore, Фиренца, Италија
- Мост Виторија, Фиренца, Италија

2003.
- Пешачки мост Петах-Тиква, Тел Авив, Израел
- Мост Семјуел Бекет (Макен улкица) и мост Џејмс Џојс, Даблин, Ирска
- Аудиторијум Тенерифе, Санта Круз, Канарска острва

2004.
- Sundial пешачки мост, Рединг, Калифорнија, САД
- Циришки универзитет - библиотека Правног факултета, Цирих, Швајцарска
- Обнова Атинског олимпијског спортског комплекса, Атина, Грчка
- Пешачки мост Катехи, Атина, Грчка
- Железнички и аутомобилски мост, Кијев, Украјина
- Обнова библиотеке Универзитета у Цириху, Швајцарска

2005.
- Мост који повезује робну кућу „Овнат“ и Медицински центар „Рабин“, Петах Тиква, Израел

- Трнинг Торзо, Малме, Шведска
- Град уметности и науке, Валенсија, Шпанија

2006.
- Зграда опере, Валенсија, Шпанија

2007.
- Лијеж-Гијмен ТВГ железничка станица, Лијеж, Белгија
- Кула у 80. Саут улици, Њујорк, Њујорк, САД
- Три моста на ауто-путу A1 и железници TAV, Ређо Емилија, Италија

2009.
- Саобраћајно чвориште Светски трговински центар, Њујорк, Њујорк, САД
- Чикашка спирала, Чикаго, Илиној, САД
- Caja Madrid Obelisk, Мадрид, Шпанија

2011. 
- Palacio de Congresos de Oviedo, Овиједо, Шпанија

2012.
- Margaret Hunt Hill Bridge, Далас, Тексас, САД
- Peace Bridge, Калгари, Канада

## Награде и признања
Сантјаго Калатрава је добитник бројних међународних признања и награда, а међу њима се истичу:
- 1987. Auguste Perret Интернационалног удружења архитеката у Паризу;
- 1988. награда Града Барселоне за уметност;
- 1992. награда Brunel у Мадриду;
- 1992. златна медаља лондонске Институције грађевинских инжењера;
- 1993. награда Града Торонта за урбани дизајн;
- 1997. ECCS награда у Бриселу;
- 1999. Награда Принца од Астурије за уметност;
- 2003. Silver Beam награда у Гетеборгу;
- 2005. Златна медаља Америчког института архитеката;
- 2007. награда Шпанске Националне Архитектуре;
- 2009. награда Фондације Гресол у Мадриду;
- 2013. CIS ICCA награда у Калгарију;

## Калатрава као скулптор
Осим архитектуром, Калатрава се бави и скулптуром и сликарством, тврдећи да архитектура представља спој свих уметности. Његове скулптуре су већином у сребру, дрвету и бронзи. Сваку од њих одликује покрет, као главна инспирација овог уметника. Таласи, коцке, органске форме, воће, семење представљају мотиве које обрађује. У Музеју уметности Метрополитан у Њујорку изложени су његови радови под називом Калатрава: Скулптура у архитектури. Такође, организоване су Калатравине изложбе и у Шпанији, Италији, Енглеској, Немачкој и другим земљама.

## Критика
Калатравини пројекти су често завршавани са прекорачењем рока, као и задатог буџета, што је довело до покретања парница против њега. Очекује се да ће Светски трговински центар у Њујорку бити завршен 2015. године, шест година преко одређеног рока, по цени од $4 милијарде, што је два пута више од износа који се очекивао. Пројекат Град уметности и науке у његовој родној Валенсији је коштао око €900 милиона, што је троструко већа цифра од оне у првобитном буџету. Игнасио Бланко, члан опозиције покрајинског парламента Валенсије за уједињење левице, процењује да град још увек дугује €700 милиона. Бланко је направио сајт calatravatelaclava.com, истичући склоност архитекте за прекомерне трошкове и прекорачење задатих рокова.
Неки од Калатравиних радова су били критиковани и због непрактичности. Критичари кажу да су метални лукови који се налазе преко вртова лепи, али су претопли током високих температура. У Билбау, стаклене плочице моста се често ломе, такође су и клизаве када је лоше време, због чега је Њујорк тајмс мост назвао Мост поломљених ногу.
Остали пројекти су изграђени без битнијих карактеристика. Аеродром у Билбау нема халу за пријем, па је стаклени зид морао да буде изграђен, како би пружио склониште људима који би чекали на улици након преузимања свог пртљага. Музеју науке у Валенсији су првобитно недостајали пожарне степенице и излаз у случају евакуације, које је Калатрава накнадно изградио на рачун мештана.